# 1951年全仏選手権 (テニス)
1951年 全仏選手権（1951ねんぜんふつせんしゅけん、Internationaux de France de Roland-Garros 1951）に関する記事。フランス・パリにある「ローランギャロス・スタジアム」にて開催。

## 大会の流れ
- 男子シングルスは「92名」の選手による7回戦制で行われ、36名の選手に「1回戦不戦勝」（抽選表では“Bye”と表示）があった。例年とは異なり、本年度のみシード選手の番号がついておらず、抽選表における“Bye”の位置もあちこちに散らばっている。
- 女子シングルスは「45名」の選手による6回戦制で行われ、シード選手は8名であった。ただし、女子の抽選表にも例年にない相違点が1ヶ所あり、1人だけ3回戦から出場した選手がいた（第1シードのドリス・ハートと対戦）。シード選手では、第3・第5・第6シードが1回戦から出場した。他のシード選手が初戦敗退の場合は「2回戦＝初戦」と表記する。

## シード選手

### 男子シングルス
（本年度のみ順位記録がないため、第1・第2シードのみ記載）
1. バッジ・パティー　（4回戦）
2. フランク・セッジマン　（ベスト4）

### 女子シングルス
1. ドリス・ハート　（準優勝）
2. マーガレット・オズボーン・デュポン　（ベスト4）
3. シャーリー・フライ　（初優勝）
4. ジーン・ウォーカー・スミス　（ベスト4）
5. ベバリー・ベーカー　（ベスト8）
6. テルマ・コイン・ロング　（ベスト8）
7. ネリー・アダムソン・ランドリー　（ベスト8）
8. ジョイ・モットラム　（3回戦）

## 大会経過

### 男子シングルス
準々決勝
- ケン・マグレガー vs.  レナート・ベルゲリン　9-7, 9-7, 6-1
- エリック・スタージェス vs.  メルビン・ローズ　11-9, 4-6, 6-3, 6-3
- ヤロスラフ・ドロブニー vs.  ディック・サビット　1-6, 6-8, 6-4, 8-6, 6-3
- フランク・セッジマン vs.  ストレート・クラーク　6-4, 6-4, 6-3

準決勝
- エリック・スタージェス vs.  ケン・マグレガー　10-8, 7-9, 8-6, 5-7, 9-7
- ヤロスラフ・ドロブニー vs.  フランク・セッジマン　6-0, 6-3, 6-1

### 女子シングルス
準々決勝
- ドリス・ハート vs.  アーレット・ド・カザレー　6-0, 6-4
- ジーン・ウォーカー・スミス vs.  ベバリー・ベーカー　3-6, 6-4, 6-1
- シャーリー・フライ vs.  テルマ・コイン・ロング　12-10, 6-1
- マーガレット・オズボーン・デュポン vs.  ネリー・アダムソン・ランドリー　8-6, 1-6, 6-1

準決勝
- ドリス・ハート vs.  ジーン・ウォーカー・スミス　6-2, 6-1
- シャーリー・フライ vs.  マーガレット・オズボーン・デュポン　6-2, 9-7

## 決勝戦の結果
- 男子シングルス： ヤロスラフ・ドロブニー vs.  エリック・スタージェス　6-3, 6-3, 6-3
- 女子シングルス： シャーリー・フライ vs.  ドリス・ハート　6-3, 3-6, 6-3
- 男子ダブルス： フランク・セッジマン＆ ケン・マグレガー vs.  ガードナー・ムロイ＆ ディック・サビット　6-2, 2-6, 9-7, 7-5
- 女子ダブルス： ドリス・ハート＆ シャーリー・フライ vs.  バーバラ・スコフィールド＆ ベリル・バートレット　10-8, 6-3
- 混合ダブルス： フランク・セッジマン＆ ドリス・ハート vs.  メルビン・ローズ＆ テルマ・コイン・ロング　7-5, 6-2